# Joachim Cadenas
Pour l'outil, voir Cadenas.
Joachim Cadenas est un raseteur français.

## Biographie
Né le 24 mai 1995 à Arles, Joachim Cadenas fait ses débuts à l'école taurine locale. 
Il fait un bref passage au trophée de l'Avenir en 2014, mais intègre vite le trophée des As du fait de sa précocité. Il se démarque surtout en 2016 en emportant le Muguet d'or, et surtout la Cocarde d'or, où victime d'une chute, il se met fortement en danger face au taureau Jivago. Il gagne également la Palme d'or et le trophée des As. 
En 2017, blessé par Besson, il écope d'un mois d'arrêt, mais regagne néanmoins la Cocarde et la Palme d'or.
En 2018, blessé au ligament du genou, il fait son retour en juin ; Jacky Siméon qualifie alors ses razets de « suicidaires », et blâme ses « calculs de compétiteur ». Il obtient derechef le trophée des As. 
En 2019, il décroche la Cocarde et la Palme d'or, mais échoue aux As en raison d'un coup de corne qui lui casse plusieurs côtes et lui perfore un poumon. 
En 2023, il gagne sa septième Cocarde d’or.
Il est le seul raseteur professionnel à pratiquer également la corrida de façon occasionnelle.

## Famille
Son frère Amaury est également raseteur.